# Johan Wilhelm Rangell
Johan Wilhelm « Jukka » Rangell (né le 25 octobre 1894  à Hauho, mort le 12 mars 1982 à Helsinki) est un homme d'État finlandais. Il est premier ministre de 1941 à 1943.

## Biographie
Il fait des études de droit puis devient banquier à la Banque de Finlande. Il rejoint le Parti libéral finlandais. Il appuie activement la candidature de la Finlande pour les Jeux olympiques d'été de 1940.
Après l'élection de Risto Ryti au poste de président de la Finlande, il est choisi comme premier ministre. Pendant son mandat son action se concentre sur les affaires économiques laissant les dossiers des affaires étrangères au président, au ministre des affaires étrangères et à Carl Gustaf Emil Mannerheim.
Il soutient l'occupation de la Carélie et la réintégration des territoires cédés en 1940 dans le traité de Moscou. En aout 1942 pendant la visite de Heinrich Himmler qui l'interroge sur la situation des Juifs et tente le mettre en garde contre eux, il répond au Reichsfuhrer « nous n'avons pas de problème juif ». Après guerre, Rangell est jugé pour crimes contre la paix. Il est condamné à six ans de prison puis il est gracié en 1949. Il abandonne la politique et travaille pour le comité olympique finlandais et le comité international olympique jusqu'en 1967. Il est membre du conseil d'administration de la banque Kansallis-Osake-Pankki.